# Skorpióna
Skorpióna är en ort i Grekland.   Den ligger i prefekturen Thesprotia och regionen Epirus, i den västra delen av landet, 300 km nordväst om huvudstaden Aten. Skorpióna ligger 427 meter över havet och antalet invånare är 239.
Terrängen runt Skorpióna är kuperad. Runt Skorpióna är det ganska tätbefolkat, med 134 invånare per kvadratkilometer. Närmaste större samhälle är Igoumenitsa, 8,2 km nordväst om Skorpióna. 